# 押切美沙紀
押切 美沙紀（おしぎり みさき、1992年9月29日 - ）は、北海道中札内村出身のスピードスケート選手。富士急行所属。妹はボブスレーとラグビーの選手押切麻李亜。
ソチオリンピック、平昌オリンピックに出場。世界距離別選手権の団体パシュートで銀メダルを2回獲得している。2017年12月に髙木美帆に更新されるまでは、女子1500mの日本記録保持者であった。

## 経歴
同学年で出身地が近い髙木菜那と小学校時代から切磋琢磨するライバル関係を築く。中札内中学校では全国中学校大会で優勝。駒澤大学附属苫小牧高等学校進学後は2年生次の2010年1月、インターハイ500mで優勝。3月にモスクワで行われた世界ジュニアスピードスケート選手権大会では高木菜那・美帆姉妹とともに出場したチームパシュートで銀メダルを獲得。3年生次の2011年のインターハイでは500mと1000mの2冠を達成。全日本ジュニアスピードスケート選手権大会でも総合優勝。
2011年3月に高校卒業した後は富士急行に所属。当時は「パワー任せで走るだけのフォーム」であったことから、3000mにも取り組むことで、オールラウンダーを目指すようになった。社会人2年目の2012-2013シーズンのジャパンカップスピードスケート競技会最終戦の1000mで初優勝。
社会人時代の夏には菊池彩花らと共に自転車競技のMt.富士ヒルクライムに参加し、平成24年は年齢別10位、平成25年は年齢別7位、、平成26年は年齢別3位の成績を残している。
2013-2014シーズン、10月の全日本距離別選手権では結果を残せずワールドカップには出場できなかったが、ジャパンカップ第4戦までに1000mで2度、1500mで3度優勝して挑んだ12月のソチオリンピック日本代表選考会（長野・エムウェーブ）では1500mで3位に入り、オリンピック日本代表（1500m、チームパシュート）に初選出された。2014年2月、ソチオリンピック1500mは日本選手4選手中最高の22位。
2015年10月の全日本距離別選手権で、1分58秒10の大会新記録で優勝。同年11月21日のワールドカップのソルトレイクシティ大会で、1分54秒10の（当時の）日本新記録を叩き出した（結果は6位）。2016年、2017年の世界距離別スピードスケート選手権大会で髙木菜那、髙木美帆とともにチームパシュートで2位となる。
2016年8月、練習中の転倒で左足の股関節を負傷。痛みを仲間に悟られないように無理に笑顔を見せつつ、「なんで私が」と苦しむ日々がしばらく続いたという。しかし、高木菜那に「けがや今のつらいことが五輪につながると思ってもう一回頑張ろうよ」と励まされて吹っ切れることができたという。
2017年2月21日、札幌冬季アジア大会スピードスケート、女子1500mで2位（1位が髙木美帆、3位が髙木菜那）、チームパシュートで優勝。このときの状態は、「本番当日のウォームアップまで（身体が）動けていなかった」とのことだが、「本番ではふるさとの応援が大きなパワーとなって後押ししてくれました」と述べている。
2017年3月11日、ノルウェーのスタバンゲルで行われた、スピードスケートのワールドカップ（Ｗ杯）今季最終戦、女子団体追い抜きで日本（押切美沙紀、髙木美帆、髙木菜那）は3分0秒60で、2季連続の種目別優勝を決めた。
平昌オリンピックを迎えるシーズンでは、「全力で頑張ること」を目標に掲げたが、めまいや耳鳴りなどの体調不良に苦しみ、ワールドカップを体調不良で欠場する試合が出るなどしたが、エムウェーブで開催された代表選考会でも、1500mで4位、3000mで4位に終わり、代表選出に向けて逆境の状況になったが、5000mで7分10秒68で優勝（2位が髙木菜那）して、2大会連続でのオリンピックの出場切符を叶えた。選考会のレースについて「不安になった時期もあったが、気持ちの強さが私の長所。自分を信じて乗り越えた」と振り返っている。
平昌オリンピック本番では女子5000mに出場して、7分7秒71で9位に終わり、惜しくも入賞を逃す結果となった（タイムは「低地での自己ベスト」を記録している）が、試合後のコメントでは「自分の未熟さが分かった。あの時（2016年8月に左足の股関節を負傷したとき）辞めなくて良かった。（今後も）もうちょっと頑張りたい気持ちが強い」と、晴れやかな表情で話した。その一方で、団体パシュートのメンバーからは外れてしまったが、5000m終了後、パシュートに向けて「私は氷の上で一緒に戦うことはできないけど、外側から応援したいし、サポートできることがあればしたい」とコメントしている。団体パシュートで日本は金メダルに輝いたが、髙木菜那は決勝の試合終了後のインタビューで「（姉妹で金メダルを取って）まだ金メダルという実感が湧かないんですけれど、姉妹というよりはこの4人だったり、押切（美沙紀）が支えてくれたりがあっての金メダルだったと思います。このメンバーがいたからこそ自分は金メダルを取れたと思うし、1人では取れないものをみんなに助けられて取れたのでよかったと思います」と、押切を称えるコメントをしている。表彰式終了後、髙木美帆から金メダルを押切の首に掛ける計らいを受けて、涙を流した。
2022年、北京五輪終了後、一度スケートから離れ自分と向き合う時間を持つとSNSで発表。現役続行か引退かはまだ決めかねているとした。トレーニングを続けながら、スケートの指導や普及活動を行い、資格取得にも積極的に取り組む。2023年4月22日、選手としての引退をSNSで表明。。